# Cà tím
Cà tím (danh pháp hai phần: Solanum melongena) là một loài cây thuộc họ Cà với quả cùng tên gọi, nói chung được sử dụng làm một loại rau trong ẩm thực. Cà tím có quan hệ họ hàng gần gũi với cà chua, khoai tây, cà dừa, cà pháo và có nguồn gốc ở miền Nam Ấn Độ và Sri Lanka. Cà tím là cây một năm, cao tới 40 – 150 cm (16 - 57 inch), thông thường có gai, với các lá lớn có thùy thô, dài từ 10–20 cm và rộng 5–10 cm. Hoa màu trắng hay tía, với tràng hoa năm thùy và các nhị hoa màu vàng.
Quả cà tím là loại quả mọng nhiều cùi thịt, đường kính nhỏ hơn 3 cm ở cây mọc hoang dại, nhưng lớn hơn rất nhiều ở các giống trồng. Quả chứa nhiều hạt nhỏ và mềm. Các giống hoang dại có thể lớn hơn, cao tới 225 cm (84 inch) và lá to (dài tới trên 30 cm và rộng trên 15 cm). Tên gọi cà tím không phản ánh đúng loại quả này, do có nhiều loại cà khác cũng có màu tím hay quả cà tím có màu đôi khi không phải tím. Tuy nhiên, tên gọi cà dái dê cũng không phản ánh đúng hình dạng của quả, do quả của nhiều giống cà tím (cà dái dê) không phải ôvan thuôn dài như dái dê mà lại tròn, có đường kính từ 5 cm đến 8 cm..

## Lịch sử
Cà tím là một loại rau ăn quan trọng được trồng để lấy quả lớn có màu tím hay trắng, mọc rủ xuống. Nó được trồng tại miền Nam và miền Đông châu Á từ thời tiền sử, nhưng chỉ được thế giới phương Tây biết đến không sớm hơn khoảng thập niên 1500. Hàng loạt các tên gọi trong tiếng Ả Rập và các ngôn ngữ Bắc Phi cho nó, nhưng lại thiếu các tên gọi Hy Lạp và La Mã cổ đã chỉ ra rằng nó được những người Ả Rập đưa tới khu vực Địa Trung Hải vào đầu thời Trung cổ. Tên khoa học melongena có nguồn gốc từ một tên gọi trong tiếng Ả Rập vào thế kỷ 16 cho một giống cà tím. Cà tím được gọi là "eggplant" tại Hoa Kỳ, Australia và Canada. Tên gọi này có từ một thực tế là quả của một số giống ban đầu có màu trắng và trông giống như quả trứng gà. Do quan hệ họ hàng gần của nó với cà độc dược, nên đã có thời người ta tin rằng nó là một loại cây có độc tính.

## Các giống trồng

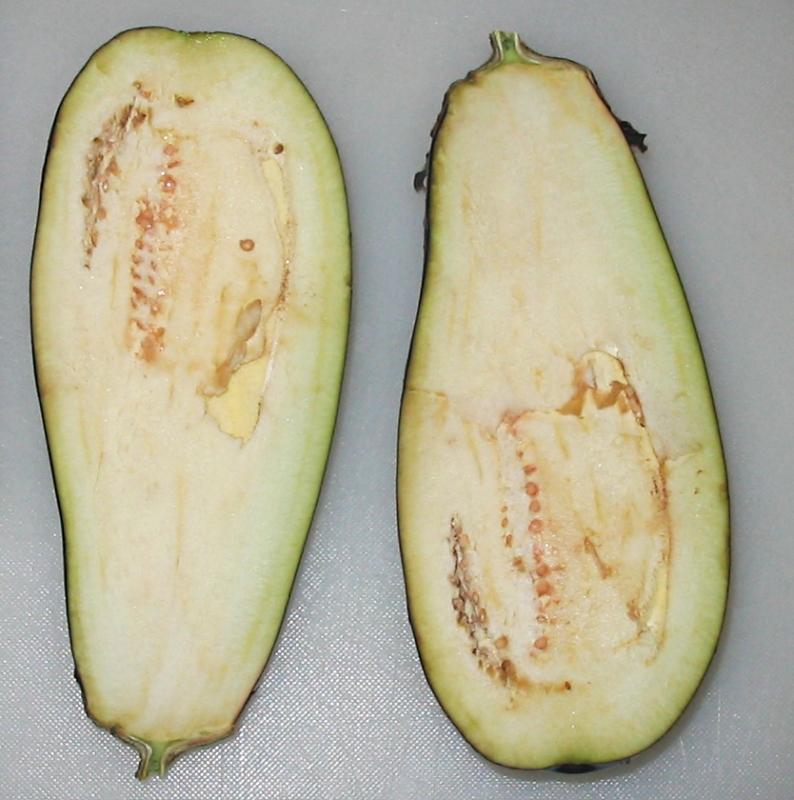
Một quả cà tím bổ đôi. Lớp cùi thịt bao bọc các hạt đã bắt đầu bị oxy hóa và ngả sang màu nâu chỉ vài phút sau khi bổ.

Phần lớn các giống trồng hiện nay tại châu Âu và Bắc Mỹ có quả dạng trứng thuôn dài, kích thước khoảng 12–25 cm dài và 6–9 cm rộng với lớp vỏ màu tím sẫm. Các giống trồng ở Ấn Độ và Đông Nam Á có hình dạng, kích thước và màu sắc đa dạng hơn. Tại khu vực này, các giống trồng tương tự như quả trứng gà về cả kích thước lẫn hình dáng được trồng rộng rãi; màu sắc cũng đa dạng, từ trắng tới vàng, lục hay tía đỏ và tía sẫm.
Cái tên aubergine là tên gọi của người Anh để chỉ quả cà tím. Tên gọi này có từ tiếng Pháp aubergine, xuất phát từ tiếng Catalan albergínia, đến từ tiếng Ả Rập al-bãdhinjãn الباذنجان, nguyên gốc từ tiếng Ba Tư بادنجان Bâdinjân. Hàng loạt các tên gọi khác cũng được sử dụng, nhiều tên gọi trong số này có nguồn gốc từ tiếng Phạn vatinganah, đã tạo ra nhiều tên gọi cho loài thực vật này trong các ngôn ngữ khác nhau: brinjal, badingan, melongena, melanzana, berenjena, albergínia, aubergine, brown-jolly, và mad-apple (dịch sai của từ trong tiếng Ý melanzana thành mela insana).
Trong tiếng Anh, người ta gọi các giống hình ôvan hay ôvan thuôn dài, vỏ đen là: Harris special hibush, Burpee hybrid, Black magic, Classic, Dusky hay Black beauty còn các giống dạng quả dài, thon với vỏ màu tía-đen là: Little fingers, Pingtung long và Tycoon; với vỏ xanh lục là: Lousisiana long green và Thai (Long) green; với vỏ trắng: Dourga. Các giống truyền thống vỏ trắng, hình trứng có Casper và Easter egg. Các giống hai màu với sự chuyển dải màu có Rosa bianca, và Violetta di Firenze. Các giống hai màu với các sọc màu có Listada de Gandia và Udumalapet. Matti Gulla hay Matti brinjal là thứ duy nhất của brinjal trồng tại làng Matti ở Udupi, quả của nó có màu lục nhạt và hình dạng tròn. Một số quả của giống brinjal này cân nặng trên 1 kg.

## Ẩm thực

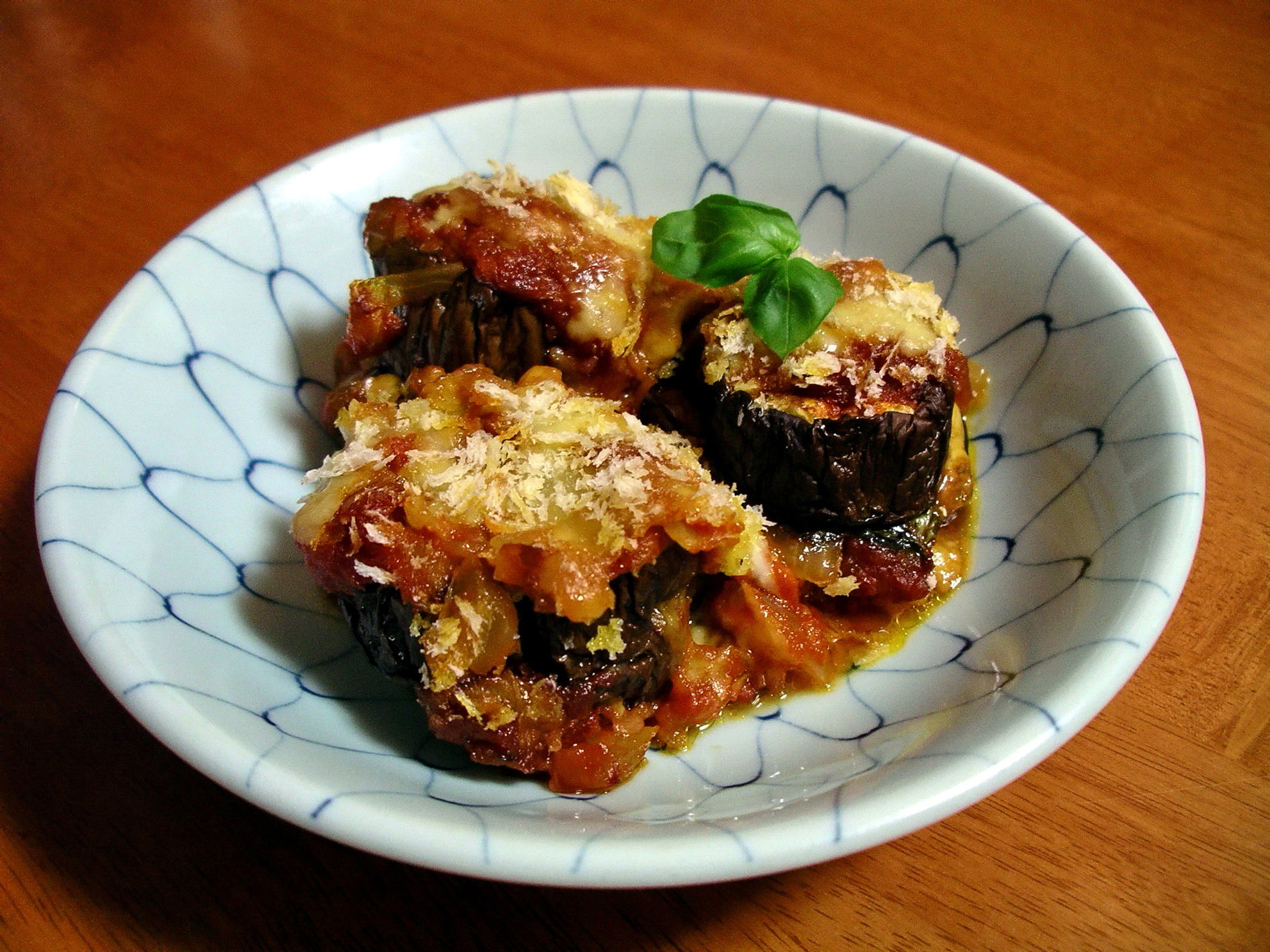
Melanzane alla Parmigiana, là cà tím nướng với phó mát Parmigiano Reggiano.

Quả tươi có mùi vị hơi không hấp dẫn, nhưng khi chế biến rồi thì nó trở thành dễ chịu hơn và có kết cấu rắn chắc, giàu hương vị. Việc ngâm qua nước pha muối và sau đó rửa lại các miếng cà tím đã thái sẽ làm nó mềm hơn và loại bỏ gần hết vị đắng của nó. Nó đặc biệt hữu ích trong nấu ăn, nhờ đó nó có khả năng hấp thụ nhiều dầu ăn/mỡ hơn, tạo điều kiện để chế biến được các loại thức ăn giàu dinh dưỡng hơn. Cùi thịt của quả cà tím trơn mượt; các hạt mềm và (giống như hạt cà chua) có thể ăn được cùng với các phần còn lại của quả. Vỏ quả cũng có thể ăn được, mặc dù nhiều người thích gọt bỏ nó đi.
Cà tím được sử dụng trong ẩm thực của nhiều quốc gia, từ Nhật Bản tới Tây Ban Nha. Nó thường được chế biến dưới dạng thức ăn hầm, chẳng hạn như trong món ratatouille của người Pháp, hay món moussaka ở Đông Nam châu Âu, và nhiều món ăn khác nữa trong khu vực Nam Á và Đông Nam Á. Nó cũng được đem nướng nguyên vỏ cho đến khi lớp vỏ hóa than, sau đó lấy ra lớp cùi thịt và phục vụ lạnh bằng cách trộn lẫn với các thành phần khác, chẳng hạn như trong món baba ghanouj của khu vực Trung Đông hay món melitzanosalata tương tự như vậy của người Hy Lạp. Nó cũng có thể được thái, đập và nướng kỹ để chế biến một số loại nước xốt trên nền sữa chua (yoghurt), tahini (một loại bột nhão chế biến từ hạt vừng trong khu vực Trung Đông), hay nước quả me. Nó cũng có thể nhồi với thịt, gạo hay các loại thực phẩm khác, sau đó đem nướng.
Là một loài thực vật bản địa, nên nó được sử dụng rộng rãi trong ẩm thực ở miền Nam Ấn Độ, chẳng hạn các món sambhar, tương ớt, cà ri hay kootus. Do bản chất đa năng và sử dụng rộng rãi, cả hàng ngày lẫn khi có lễ hội trong ẩm thực Nam Ấn, nên cà tím cũng hay được coi là 'Vua rau cỏ' tại khu vực này. Cà tím bỏ vỏ đem nướng và trộn lẫn với hành, cà chua cùng một số gia vị để tạo hương vị tạo thành món Baingan ka bharta (hay vangyacha bharta tại Marathi) trong ẩm thực Ấn Độ. Ở Việt Nam, cà tím thường được nấu cùng tía tô và có trong các món ăn như: cà bung, cà tím xào cần tỏi, cà tím om tôm thịt, cà tím nhồi thịt om cà chua, cà tím tẩm bột rán, cà tím làm dưa muối xổi... Đối với một số món ăn, hàm lượng nước cao của quả cà tím cần phải làm khô hay cho hấp thụ gần hết khi nấu ăn. cà tím cải thiện sản xuất sắt.

## Trồng trọt
Tại khu vực nhiệt đới và cận nhiệt đới, cà tím có thể trồng trực tiếp trong vườn. Tại các khu vực ôn đới, việc trồng cây cà tím giống ra vườn chỉ thích hợp khi đã hết sương muối. Việc gieo hạt thường bắt đầu khoảng 8-10 tuần trước khi hết sương muối. Nhiều loại sâu bệnh phá hoại các loài thực vật họ Cà khác như cà chua, khoai tây, ớt v.v cũng gây ra phiền toái cho cà tím. Vì lý do này, không nên trồng cà tím tại các khu ruộng trước đó đã trồng các loài cây kia. Người ta cũng khuyến cáo nên canh tác trở lại cà tím trên cùng một thửa ruộng chỉ sau khoảng 4 năm để có thể có mùa màng với thu hoạch tốt.
Các loài sâu hại phổ biến tại Bắc Mỹ là: bọ cánh cứng phá khoai tây, bọ chét, các loài rệp và ve bét. Nhiều loại sâu bệnh này có thể được kiểm soát bằng cách sử dụng Bacillus thurengensis (Bt), một loài vi khuẩn tấn công các phần mềm trên cơ thể của ấu trùng. Sâu trưởng thành có thể kiểm soát bằng cách bẫy bắt. Các loài bọ chét là rất khó kiểm soát. Vệ sinh tốt khi quay vòng canh tác là cực kỳ quan trọng trong việc kiểm soát bệnh nấm đối với cà tím, trong đó nguy hiểm nhất là các loài Verticillium. Khoảng cách gieo trồng là khoảng 45–60 cm (18-24 inch) giữa các cây, phụ thuộc vào giống và từ 60–90 cm (24-36 inch) giữa các luống, phụ thuộc vào các loại công cụ gieo trồng được sử dụng. Lớp phủ bổi là cần thiết để giữ ẩm và chống cỏ dại cũng như nấm. Quả thường được thu hoạch trước khi đài hoa chuyển thành dạng nửa gỗ hóa. 

## Hình ảnh

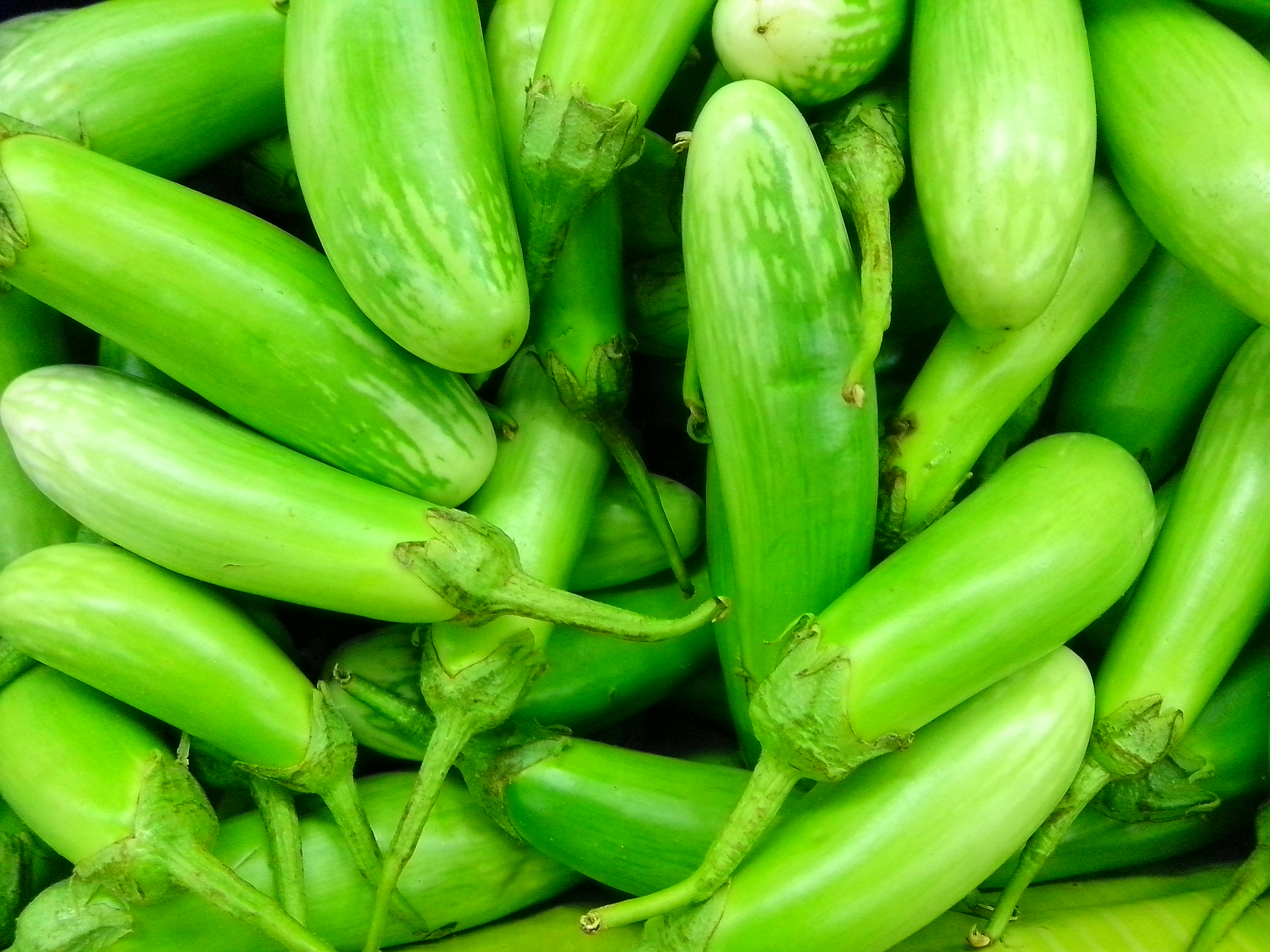
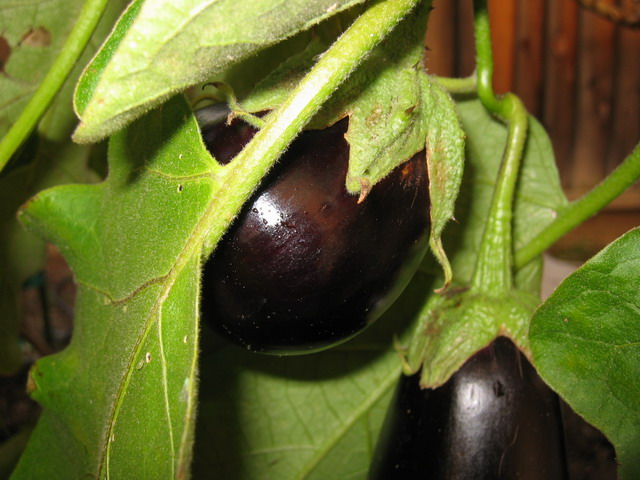
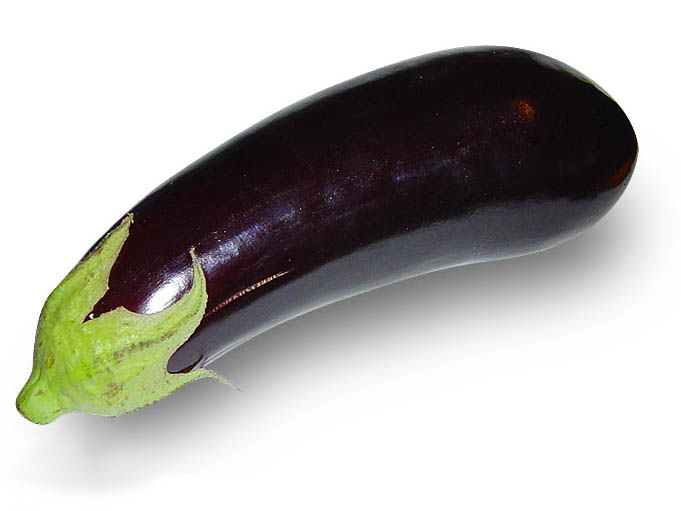
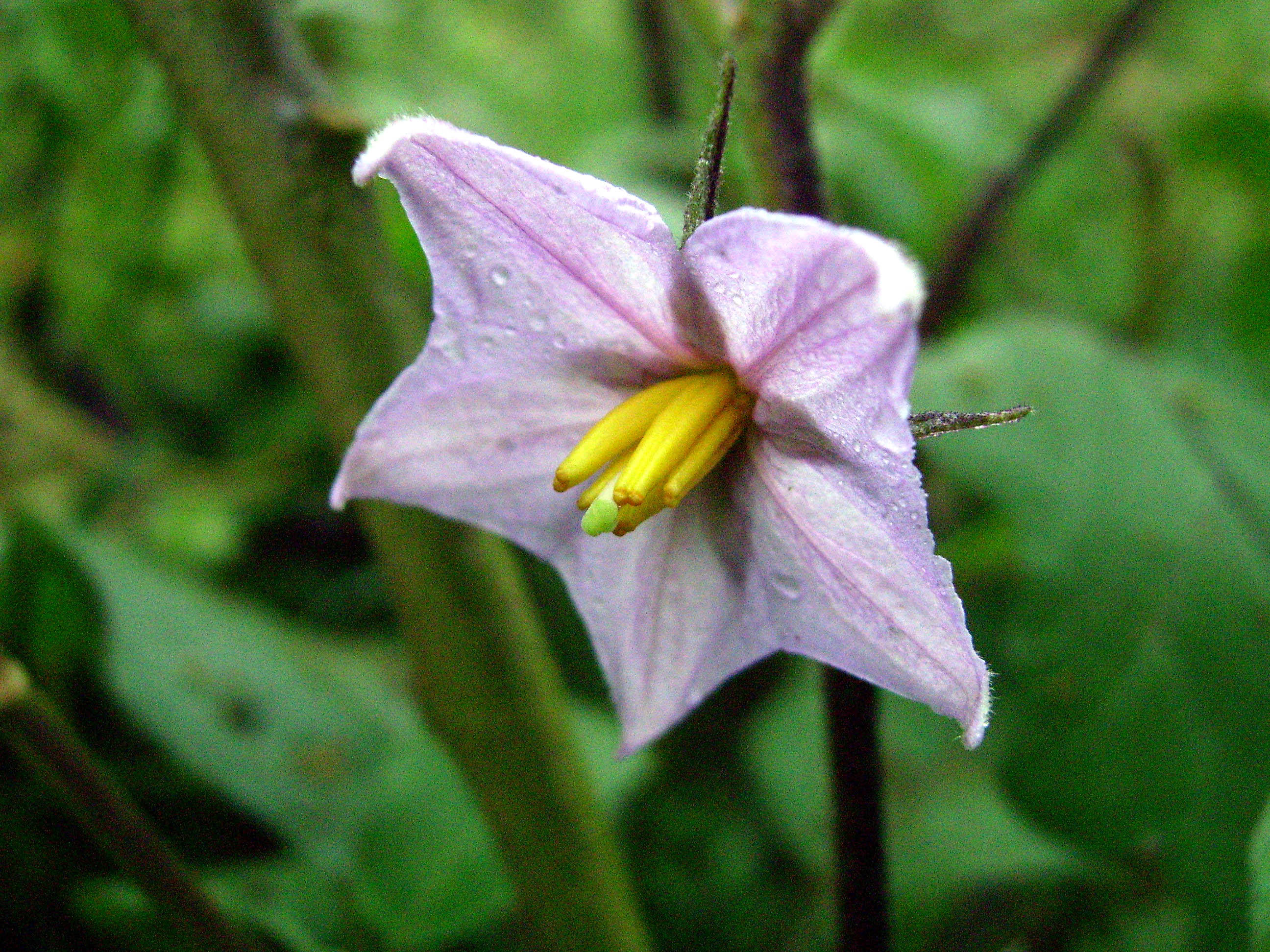
Hoa của cà tím
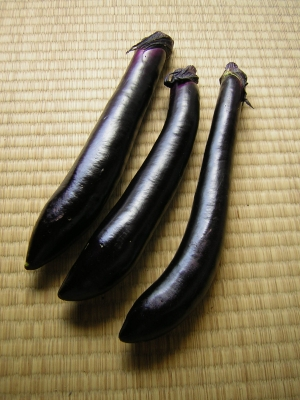
Quả cà tím.